# Moviendo
Moviendo es un festival y programa de TV cubano, transmitido por el Canal Clave de la Televisión Cubana. Fundado y dirigido por el realizador Guillermo Kerton Contreras desde el año 2013, promueve la realización audiovisual sobre todo de la región oriental de Cuba. Anualmente realiza una gala de premiaciones donde reconoce a los mejores realizadores y artistas del festival por categorías.

## Historia
El festival nace con el objetivo y la idea de establecer un espacio de intercambio entre los creadores audiovisuales de la provincia de Guantánamo. Tiempo después comenzó a crecer su alcance, llevando consigo en su tercera edición la participación de realizadores y artistas de las demás provincias orientales del país. Primeramente como festival y luego como programa de TV, comenzó a ser difundido a nivel nacional con una frecuencia semanal por el Canal Clave de la Televisión Cubana.
La 7.ª edición en el año 2020 se realizó de manera virtual debido a la situación de la Covid-19.
La  8ª edición se realizó en gala de premiación efectuada en el Teatro Guaso de la ciudad de Guantánamo el 5 de marzo de 2022. En esta edición, los “Premios más Popular” los ganan el cantante Italiano Stefano D y el cantante Cubano Lachy Pop.

## Premios
- Premio Especial en Premios Lucas 2019[7]